# Euro-Rallye-Trophée
L'Euro-Rallye-Trophée (ERT) est le Championnat  d’Europe de rallyes des pilotes amateurs.

## Histoire

Le Rhin

La compétition a été conçue en mars 1987 en France, par Jacky Jung et l'allemand Armin Kohl lors d'un entretien au siège du Football Racing Club de Strasbourg, durant le déroulement du 3e Rallye Alsace-Vosges, pour faciliter l’accès aux rallyes automobiles étrangers à des pilotes amateurs pour un coût raisonnable.
Jung faisait partie de l'équipe d'organisation du rallye français, et Kohl de celle de l’ADAC Deutschland Rallye (le rallye d'Allemagne). Les associations ADAC Saarland, ASA Lorraine, ASA d‘Alsace, et ADAC e.V. ont apporté leur soutien à cette initiative, qui prit corps l'année suivante.
Les Rallyes Alsace-Vosges et Rallye de Lorraine ont souvent été inclus dans ce championnat, en assurant parfois la trésorerie. Il concerne aussi les rallyes d'Allemagne (avant son intégration au WRC), de Sarre, de Wallonie, et le Critérium Jurassien helvète.
Compétition initialement réservée au Benelux, à la France, l'Allemagne et la Suisse (grossièrement selon un axe rhénan, alors que la Mitropa Cup elle aussi dédiée à des amateurs se situe dans une aire européenne plus au sud-est), ces pays ont été rejoints au début des années 1990 par la Tchécoslovaquie par exemple, pour un apport de nouveaux équipages à la suite de la chute du mur de Berlin.
De 1997 à 1999, le championnat a été arrêté par un manque d'épreuves acceptant les règles édictées par la seule direction de l'ERT, qui se restructura ensuite.
Le rallye de Luxembourg est intégré en 2004 (à sa 4e édition), les pilotes du Grand-Duché ayant recueilli leurs premiers points en 1996. Depuis 2010 le siège de l’ERT est établi dans le pays, à Clervaux. Guy Rasquin en est le Président depuis 1997.
L'Allemand Uwe Gropp est le seul quadruple vainqueur, successivement en 2009, 2010 et 2011, puis en 2013. Suivent son compatriote Michael Fröhlich (en 2003 et 2004) et le luxembourgeois Bob Simon (en 2005 et 2007). Durant un quart de siècle, 23 lauréats (dont 4 français) provenant de six pays différents ont été récompensés. À la fin de l'année 2012, 178 courses de 23 organisateurs différents avaient été accomplies dans le cadre du championnat. Les copilotes ont leur propre compétition officialisée depuis 2010.

## Palmarès
| Année | Vainqueur                                  | Voiture                  |
| ----- | ------------------------------------------ | ------------------------ |
| 2019  | Sebastien Luis                             | Citroen C2 R2 Max        |
| 2018  | Sebastien Luis                             | Citroen C2 R2 Max        |
| 2017  | Andreas Konrath                            | Opel Kadett              |
| 2016  | Uwe Gropp                                  | Citroën DS3 R3           |
| 2015  | Benjamin Schmitt                           | Citroen C2 R2 Max        |
| 2014  | Steve Jung                                 | Citroen C2 R2            |
| 2013  | Uwe Gropp                                  | Citroen C2 S1600         |
| 2012  | Andreas Konrath                            | Opel Kadett              |
| 2011  | Uwe Gropp                                  | Citroen C2 R2 Max        |
| 2010  | Uwe Gropp                                  | Citroën C2 R2 Max        |
| 2009  | Uwe Gropp                                  | Citroën C2 R2 Max        |
| 2008  | Georges Wagner                             | Citroën C2 R2            |
| 2007  | Bob Simon                                  | Honda Civic Type R       |
| 2006  | Yves Lahure                                | Honda Civic Type R       |
| 2005  | Bob Simon                                  | Honda Civic Type R       |
| 2004  | Michael Fröhlich                           | Peugeot 306 S16          |
| 2003  | Michael Fröhlich                           | Peugeot 306 S16          |
| 2002  | Hans-Dieter Djoleff                        | Peugeot 106 XSI          |
| 2001  | Jean-Pierre Schneiders                     | Ford Escort 2000RS       |
| 2000  | Peter Schumann                             | Mitsubishi Lancer Evo VI |
| 1999  | Championnat annulé                         | Championnat annulé       |
| 1998  | Harald Korz                                | Opel Astra               |
| 1997  | Championnat annulé                         | Championnat annulé       |
| 1996  | Pascal Achen                               | Renault Clio Williams    |
| 1995  | Philippe Schatt                            | Peugeot 205 GTI          |
| 1994  | Francois Wehrle                            | Renault 5 GT Turbo       |
| 1993  | Reinhardt Veit                             | Opel Kadett GSI 16 V     |
| 1992  | Jean Debaude                               | Peugeot 205 Rallye       |
| 1991  | Philippe Camandona (copilote Roger Jamoul) | Ford Sierra Cosworth RS  |
| 1990  | Zdenek Pipote                              | Škoda Favorit            |
| 1989  | Egon Wegst                                 | Peugeot 205 GTI          |
| 1988  | Daniel Hoffner                             | Ford Sierra Cosworth RS  |

(nb: Francois Wehrle a aussi terminé vice-champion d'Europe amateur en 1993; Uwe Gropp a terminé second en 2012.)